# Kovačić (Livno, BiH)
Kovačić je naseljeno mjesto u gradu Livnu, Federacija Bosne i Hercegovine, BiH. Smješteno je 25 km sjeverno od Livna uz magistralnu cestu prema Bosanskom Grahovu. Mnogi stanovnici su se iselili u Dalmaciju (Kaštela) i Zagreb (Sesvete, Dugo Selo, Velika Gorica). 
Selo pripada župi Ljubunčić. Župa pripada livanjskom dekanatu i Banjalučkoj biskupiji.

## Stanovništvo

### 1991.
Nacionalni sastav stanovništva 1991. godine, bio je sljedeći:
ukupno: 117
- Hrvati- 117

### 2013.
Nacionalni sastav stanovništva 2013. godine, bio je sljedeći:
ukupno: 113
- Hrvati- 113